# Gerlach-Empire
Gerlach-Empire is een plaats (census-designated place) in de Amerikaanse staat Nevada, en valt bestuurlijk gezien onder Washoe County.

## Demografie
Bij de volkstelling in 2000 werd het aantal inwoners vastgesteld op 499.

## Geografie
Volgens het United States Census Bureau beslaat de plaats een oppervlakte van
243,7 km², geheel bestaande uit land.

## Plaatsen in de nabije omgeving
De onderstaande figuur toont nabijgelegen plaatsen in een straal van 92 km rond Gerlach-Empire.